# Flarksjöberget (Uvberget)
Flarksjöberget (Uvberget) este o arie protejată (arie specială de conservare — SAC, sit de importanță comunitară — SCI) din Suedia întinsă pe o suprafață de 144,9 ha, integral pe uscat.

## Localizare
Centrul sitului Flarksjöberget (Uvberget) este situat la coordonatele 61°39′59″N 14°39′55″E / 61.6663°N 14.6653°E.

## Înființare
Situl Flarksjöberget (Uvberget) a fost declarat sit de importanță comunitară în decembrie 1995 pentru a proteja un număr necunoscut de specii din flora spontană și fauna sălbatică aflate în arealul zonei. Situl a fost protejat și ca arie specială de conservare în martie 2011.

## Biodiversitate
Situată în ecoregiunea boreală, aria protejată conține 7 habitate naturale: Pante stâncoase silicioase cu vegetație casmofită, Taiga vestică, Lacuri și iazuri distrofice naturale, Păduri caducifoliate de mlaștină fino-scandinave, Mlaștini turboase de tranziție și turbării mișcătoare, Mlaștini împădurite, Cursuri de apă de la nivel de câmpie la nivel montan, cu vegetație Ranunculion fluitantis și Callitricho-Batrachion.
La baza desemnării sitului se află un număr nedeclarat de specii protejate.